# John Macmillan Brown
John Macmillan Brown, noto anche con lo pseudonimo di Godfrey Sweven (Irvine, 5 maggio 1845 – Christchurch, 18 gennaio 1935), è stato uno scrittore britannico naturalizzato neozelandese.

## Biografia
Sesto figlio di Ann e James Brown, nacque e crebbe in Scozia. Dopo gli studi in lettere classiche e filosofia all'Università di Edimburgo e all'Università di Glasgow, nel 1874 si unì al dipartimento di lettere del Canterbury College, all'epoca parte dell'Università della Nuova Zelanda.
Sostenitore dell'educazione femminile, spinse affinché l'ateneo cominciasse ad ammettere le donne: realizzò il suo desiderio nel 1876, quando a Helen Connon fu permesso di iscriversi. I due si sarebbero sposati nel 1886 e la coppia avrebbe avuto due figli, Viola e Millicent Macmillan Brown.
Fu autore di diversi romanzi, tra cui Riallaro, the archipelago of exiles (1901), Limanora, the island of progress (1903) e The riddle of the Pacific (1924). Nel 1905 fu candidato al Premio Nobel per la letteratura.